# Fosforribosilaminoimidazolesuccinocarboxamida
Fosforribosilaminoimidazolesuccinocarboxamida (SAICAR) é um intermediário na formação de purinas. A conversão de ATP, L-aspartato e 5-aminoimidazol-4-carboxirribonucleotídeo (CAIR) a 5-aminoimidazol-4-(N-succinilcarboxamida) ribonucleotídeo, ADP e fosfato por fosforribosilaminoimidazolsuccinocarboxamida sintase (SAICAR sintetase) representa o oitavo passo da biossíntese de novo dos nucleotídeos purina.